# Luise Pasternak
Emilie Luise Pasternak, geb. Franz, verwitwete Mancke (* 4. März 1859 in Eibenstock; † 8. November 1927 in Dresden) war eine deutsche Schriftstellerin.
Von 1878 bis 1883 arbeitete Pasternak, die Tochter des Kaufmanns Julius C. Franz, als Lehrerin in Reichenbach im Vogtland. Schon während dieser Zeit, ab 1880, betätigte sie sich als Schriftstellerin.
In erster Ehe war sie mit dem Lehrer Heinrich Oswald Mancke verheiratet. Nachdem dieser 1891 gestorben war, heiratete sie in zweiter Ehe den Schriftsteller Alfred Pasternak.
Luise Pasternak war 1898 in Radebeul wohnhaft. Alfred Pasternak ließ 1898 als Villeneigentümer auf dem vermutlich gerade von den Baumeistern Gebrüder Ziller erworbenen Grundstück Dr.-Schmincke-Allee 10 in Serkowitz, ab 1905 nach Radebeul eingemeindeter Ortsteil, eine Remise errichten.
Ein Teil von Pasternaks Romanen wurde auch in Amerika verlegt.
Pasternak und ihre beiden Ehemänner wurden im selben Grab beigesetzt.

## Werk
- Der Geisterseher.
- Die Einsiedler auf dem Schieferfelsen.
- Elisabeth, Landgräfin.
- Genovefa.
- Käthchen von Heilbronn.
- Loreley.
- Stimmen aus dem Grabe.
- Zehn Jahre unter der Erde.
- Schwester Eva. Verlh. f. Volksliteratur u. Kunst, Berlin 1917.
- Eine erzwungene Ehe. Verlh. f. Volksliteratur u. Kunst, Berlin 1917.